# Mimusops andongensis
Mimusops andongensis là một loài thực vật có hoa trong họ Hồng xiêm. Loài này được Hiern mô tả khoa học đầu tiên năm 1898.